# Kasachische Fußballnationalmannschaft (U-19-Junioren)
Die kasachische Fußballnationalmannschaft der U-19-Junioren ist die Auswahl kasachischer Fußballspieler der Altersklasse U-19. Sie repräsentiert die Qasaqstannyng Futbol Federazijassy auf internationaler Ebene, beispielsweise in Freundschaftsspielen gegen die Auswahlmannschaften anderer nationaler Verbände. Die Mannschaft nahm zunächst an den Qualifikationen für die U-19-Asienmeisterschaft teil und konnte dort zweimal die Endrunde erreichen und einmal Vierter werden. Nach dem Wechsel zur UEFA nahm die Mannschaft erstmals an der Qualifikation zur U-19-Europameisterschaft 2004 teil, konnte aber wie auch in den folgenden Jahren nie die erste Qualifikationsrunde überstehen.

## Teilnahme an U-19-Asienmeisterschaften
- 1994: Gruppenphase
- 1996:  nicht qualifiziert
- 1998: 4. Platz
- 2000: nicht qualifiziert

## Teilnahme an U-19-Europameisterschaften
- 2002: nicht teilgenommen (erst nach Ende der Qualifikation in die UEFA gewechselt)
- 2003: nicht teilgenommen
- 2004: nicht qualifiziert
- 2005: nicht qualifiziert
- 2006: nicht qualifiziert
- 2007: nicht qualifiziert
- 2008: nicht qualifiziert (als zweitschlechtester Gruppendritter die Eliterunde verpasst)
- 2009: nicht qualifiziert
- 2010: nicht qualifiziert (als drittschlechtester Gruppendritter die Eliterunde verpasst)
- 2011: nicht qualifiziert
- 2012: nicht qualifiziert
- 2013: nicht qualifiziert
- 2014: nicht qualifiziert (als drittschlechtester Gruppendritter die Eliterunde verpasst)
- 2015: nicht qualifiziert
- 2016: nicht qualifiziert
- 2017: nicht qualifiziert
- 2018: nicht qualifiziert
- 2019: nicht qualifiziert
- 2020: abgesagt (nicht für die abgesagte Eliterunde qualifiziert)
- 2022: nicht qualifiziert

| Bilanz   | Bilanz | Bilanz | Bilanz | Bilanz      | Bilanz | Bilanz    | Bilanz       |
| Runde    | Spiele | Siege  | Remis  | Niederlagen | Tore   | Gegentore | Tordifferenz |
| -------- | ------ | ------ | ------ | ----------- | ------ | --------- | ------------ |
| 1. Runde | 054    | 5      | 4      | 45          | 35     | 165       | −130         |
| Gesamt   | 054    | 5      | 4      | 45          | 35     | 165       | −130         |